# تیفانی تورنتون
تیفانی تورنتون (انگلیسی: Tiffany Thornton؛ زاده ۱۴ فوریهٔ ۱۹۸۶) یک خواننده، و هنرپیشه اهل ایالات متحده آمریکا است.